# Liste der Biografien/Che
Liste der Biografien |
Portal Biografien |
Personensuche
# |
A |
B |
C |
D |
E |
F |
G |
H |
I |
J |
K |
L |
M |
N |
O |
P |
Q |
R |
S |
T |
U |
V |
W |
X |
Y |
Z |
?
 
Ca |
Cb |
Cc |
Ce |
Ch |
Ci |
Cj |
Ck |
Cl |
Cm |
Cn |
Co |
Cr |
Cs |
Ct |
Cu |
Cv |
Cw |
Cy |
Cz
 
Cha |
Chb |
Che |
Chh |
Chi |
Chk |
Chl |
Chm |
Chn |
Cho |
Chr |
Cht |
Chu |
Chv |
Chw |
Chy
 
Chea |
Cheb |
Chec |
Ched |
Chee |
Chef |
Cheg |
Cheh |
Chei |
Chej |
Chek |
Chel |
Chem |
Chen |
Cheo |
Chep |
Cher |
Ches |
Chet |
Cheu |
Chev |
Chew |
Chey |
Chez
Die Liste der Biografien führt alle Personen auf, die in der deutschsprachigen Wikipedia einen Artikel haben. Dieses ist eine Teilliste mit 8 Einträgen von Personen, deren Namen mit den Buchstaben „Che“ beginnt.

## Che
- Che, Dalha (* 1958), chinesischer Politiker
- Che, Emell Gök (* 1982), deutsche Künstlerin und Fernsehmoderatorin
- Che, Ho-ki (* 1957), südkoreanischer Dichter
- Che, Justin (* 2003), US-amerikanisch-deutscher Fußballspieler
- Che, Michael (* 1983), US-amerikanischer Komiker, Schauspieler und AutorMichael Che (* 1983)

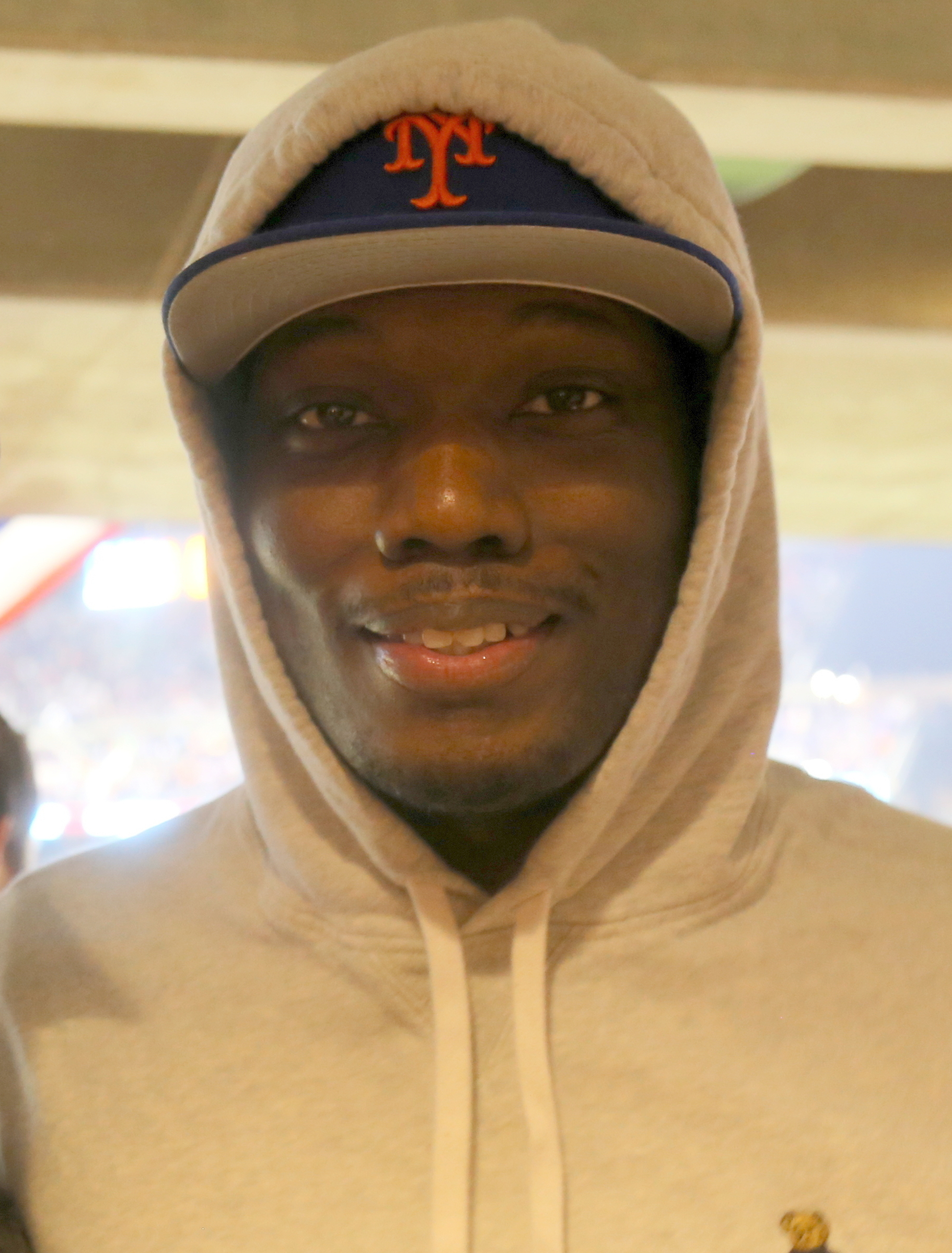
Michael Che (* 1983)

- Che, Michel (1941–2019), französischer Chemiker
- Che, Sin-yu (* 2005), chinesische Tennisspielerin (Hongkong)
- Che, Xiaoxi (* 1993), chinesische Tischtennisspielerin